# Titularbistum Castello
Castello ist ein Titularbistum der römisch-katholischen Kirche. 
Es geht auf einen früheren Bischofssitz im venezianischen Sestiere Castello zurück. Das Bistum Castello wurde 774 als Bistum Olivolo errichtet, 1092 umbenannt und am 8. Oktober 1451 infolge der Gründung des Patriarchats von Venedig aufgelöst. Es gehörte der Kirchenprovinz Grado an.
| Titularbischöfe von Castello |                                                     |                                            |                 |                  |
| Nr.                          | Name                                                | Amt                                        | von             | bis              |
| 1                            | Angel Pérez Cisneros Titularerzbischof pro hac vice | Koadjutorerzbischof von Mérida (Venezuela) | 25. Juli 1969   | 30. August 1972  |
| 2                            | Pierluigi Sartorelli Titularerzbischof pro hac vice | Apostolischer Pro-Nuntius                  | 7. Oktober 1972 | 28. April 1996   |
| 3                            | Gianni Danzi                                        | Kurienbischof                              | 2. Mai 1996     | 22. Februar 2005 |
| 4                            | Charles Daniel Balvo Titularerzbischof pro hac vice | Apostolischer Nuntius                      | 1. April 2005   |                  |